# Карлос Франкі
Карлос Франкі (ісп. Carlos Franqui; нар. 4 грудня 1921, Клавеллінас (поблизу Сіфуентеса), Лас-Вілла — пом. 16 квітня 2010, Сан-Хуан, Пуерто-Рико) — кубинський поет, письменник, журналіст та мистецтвознавець, публіцист революційного руху 26-го липня і відіграв важливу роль у захопленні влади Фіделя Кастро, але з 1968 року відкрито виступив проти його політики.

## Біографія

### До 1958 року
Карлос Франкі народився в 1921 році в родині кубинських фермерів. Отримав стипендію на навчання в Гавані і працював там редактором щоденної газети «Сьогодні» кубинської комуністичної партії (PSP), поки не пішов з партії в 1946 році. У 1947 році він та Фідель Кастро взяли участь у збройній експедиції, спрямованій на Рафаеля Трухільо, диктатора Домініканської Республіки. На початку 50-х років працював у політичному та культурному щотижневику «Картелі» . Після військового перевороту Фульгенсіо Батіста у березні 1952 р. брав активну участь у русі опору. Після арешту та тортур відбув у заслання в Мексику та Флориду, звідки організував доставку зброї та грошей до підпільників у рідну країну. З 1958 року боровся як член руху 26-го липня на боці Фіделя Кастро в Сьєрра-Маестрі і служив консультантом та організатором зв'язків з громадськістю. Франкі керував Радіо Ребелде і заснував партизанську газету Revolución як орган руху.

### З 1959 року
Після революції він не завжди погоджувався з офіційною лінією і був стурбований зростаючою концентрацією політичного правління в руках Фіделя Кастро та залученням чиновників Комуністичної партії. Після втечі Батісти та подальшого поглинання революціонерами Революціон з'явилася як офіційна щоденна газета. Місцем для культурних дебатів у газеті, якою він керував, була щотижнева літературна газета Lunes de Revolución . Це було обов'язком письменника Гільєрмо Кабрери Інфанте до 1961 року. У 1963 році Франкі кинув роботу під все більшим тиском, а через два роки Lunes de Revolución було об'єднано з газетою нового партійного органу Кубинської комуністичної партії. Франкі працював неофіційним культурним послом для кубинської революції в Європі з 1963 року, де він познайомився з інтелектуалами та художниками, такими як Пабло Пікассо, Жуан Міро, Александр Колдер та Жан-Поль Сартр. Це сприяло обміну між Кубою та сучасним мистецтвом Європи і суперечило соціалістичному реалізму, який пропагував Радянський Союз.

### З 1968 року
Коли Кастро схвалив введення військ Варшавського договору до Чехословаччини в 1968 році, Франкі відмовився від кубинського режиму і емігруваав до Італії.
Йому було дозволено покинути Кубу зі своєю родиною — емігрант, а не вигнанець — він оселився в Італії, де працював неоплаченим представником культури на Кубі. У 1968 році він офіційно розірвався з кубинським урядом, коли підписав лист із засудженням радянської навали на Чехословаччину. Багато кубинських вигнанців ухилялися від Франкі через активну роль, яку він зіграв у кубинській революції. Франкі є автором декількох доповідей про Кубинську революцію, серед яких «Ель Лібро де лос Дос» («Книга про дванадцять») і Діаріо де ла Революцій Кубана («Щоденник кубинської революції»). Він співпрацював з Джоан Міро, Антоні Тапі, Олександром Калдером та іншими авторами про графічні мистецтва, деякі твори він редагував італійською мовою під. Карлос також написав кілька книжок поезії.
Він продовжував проводити кампанію проти репресій на Кубі та в інших країнах. Урядом Куби він був офіційно визнаний зрадником, його звинуватили у зв'язках з Центральним розвідувальним агентством США. Після розриву відносин з Кубою кубинський уряд розпочав аерографію зображення Франкі з фотографій, що задокументували перші роки революції. З того часу його творчість як письменника значно зросла. Його активна роль у революції надала йому підвищеного авторитету. Він жив у вигнанні в Пуерто-Рико з початку 1990-х і до своєї смерті видавав щоквартальний журнал «Карта де Куба».

## Вибрані роботи
- Куба: Le livre des Douze, Галімар, Париж, 1965;
- Relatos: revolución cubana Сандіно, Монтевідео, 1970;
- Diario de la revolución cubana, Р. Торрес, Барселона, 1976;
- Retrato de familia con Fidel, Seix Barral, Барселона, 1981;
- Vida, Aventuras y Desastres de un Hombre llamado Castro Планета, Барселона 1988, ISBN 978-8432044267;
- Mirar las palabras Кокодріло Верде, Мадрид, 2000;
- Каміло Сіенфуегос Seix Barral, Барселона, 2001, ISBN 978-8432208614;
- Куба, La Revolución Mito o Realidad; memorias de un fantasma socialista. Penínsular Ediciones, Барселона 2006, ISBN 84-8307-725-6;